# Romane Bohringer
Romane Bohringer (Pont-Sainte-Maxence, 14 de agosto de 1973) es una actriz, directora de cine y guionista francesa. Ganó un premio César en la categoría a mejor actriz revelación, por su papel en la película Les nuits fauves.
Es hija de Richard Bohringer y hermana de Lou Bohringer. Sus padres se inspiraron en el director Roman Polanski al momento de darle su nombre.

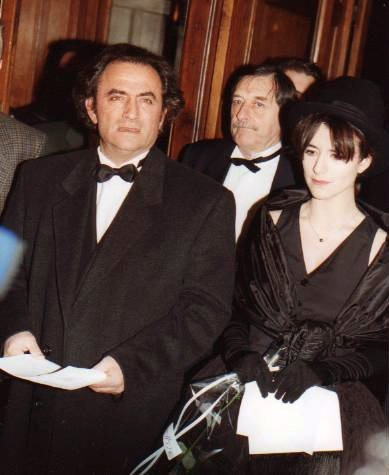
Romane Bohringer (derecha) con su padre, en 1993.

En 2018 codirigió su primera película junto a Philippe Rebbot, L'Amour flou (Un acuerdo original), basada en su propia historia real.

## Filmografía

### Actress
| Año  | Título                                               | Rol                 | Notas                                |
| ---- | ---------------------------------------------------- | ------------------- | ------------------------------------ |
| 1986 | Kamikaze                                             | Julie               |                                      |
| 1991 | Ragazzi                                              | Romane              |                                      |
| 1992 | Les nuits fauves                                     | Laura               | César a la mejor revelación femenina |
| 1992 | The Accompanist                                      | Sophie Vasseur      |                                      |
| 1994 | A Cause d'Elle                                       | Francoise           |                                      |
| 1994 | Le Colonel Chabert                                   | Sophie              |                                      |
| 1995 | Total Eclipse                                        | Mathilde Maute      |                                      |
| 1995 | Mina Tannenbaum                                      | Mina Tannenbaum     |                                      |
| 1996 | L'Appartement                                        | Alice               |                                      |
| 1997 | Shooting Star                                        | Juliette            |                                      |
| 1997 | The Chambermaid on the Titanic                       | Zoe                 |                                      |
| 1998 | Organic                                              | Marguerite          |                                      |
| 1998 | Vigo - Passion for Life                              | Lydu Lozinska       |                                      |
| 1999 | One Hundred and One Nights                           |                     |                                      |
| 1999 | Portraits Chinois                                    | Lise                |                                      |
| 1999 | Rembrandt                                            | Hendrickje Stoffels |                                      |
| 2000 | The King Is Alive                                    | Catherine           |                                      |
| 2001 | Le Petit Poucet                                      |                     |                                      |
| 2001 | He Died with a Felafel in His Hand                   | Anya                |                                      |
| 2004 | Le Triporteur de Belleville (TV)                     | Marie Chabaud       |                                      |
| 2006 | A City Is Beautiful at Night                         | Romane              |                                      |
| 2006 | Qui m'aime me suive                                  | Anna                |                                      |
| 2006 | Lili and the Baobab                                  | Lili                |                                      |
| 2009 | The Ball of the Actresses                            | Herself             |                                      |
| 2012 | Renoir                                               | Gabrielle           |                                      |
| 2013 | Vic and Flo Saw a Bear                               | Florence Richemont  |                                      |
| 2014 | False Witness                                        |                     |                                      |
| 2015 | Les Rois du monde                                    | Marie-Jo            |                                      |
| 2015 | The Prosecutor, the Defender, the Father and his Son | Catherine Lagrange  |                                      |
| 2016 | Le Gang des Antillais                                | Nicole              |                                      |

### Directora
| Año  | Título                             | Notas                               |
| ---- | ---------------------------------- | ----------------------------------- |
| 2005 | Ti tengu caru                      | Corto                               |
| 2018 | L'Amour flou (Un acuerdo original) | Codirigida junto a Philippe Rebbot. |
| 2025 | Dites-lui que je l'aime            |                                     |

### Voz
| Año  | Título                       | Rol       | Notas |
| ---- | ---------------------------- | --------- | ----- |
| 2005 | La Marche de l'empereur      | Mère      |       |
| 2016 | Ouragan, l'odyssée d'un vent | Narradora |       |